# ملیسکرکه
ملیسکرکه (به هلندی: Meliskerke) یک منطقهٔ مسکونی در هلند است که در فیره (هلند) واقع شده‌است. ملیسکرکه ۱٬۴۷۸ نفر جمعیت دارد.